# Warburgiella philippinensis
Warburgiella philippinensis är en bladmossart som beskrevs av Brotherus 1925. Warburgiella philippinensis ingår i släktet Warburgiella och familjen Sematophyllaceae. Inga underarter finns listade i Catalogue of Life.